# Casa Gomis
|  | No s'ha de confondre amb Torre Ricarda. |

La Casa Gomis, coneguda també com La Ricarda, és un edifici racionalista situat al paratge natural de la Ricarda al Prat de Llobregat, declarat bé cultural d'interès nacional.

## Història
Projectada per l'arquitecte Antoni Bonet i Castellana, va ser construïda entre el 1957 i el 1963 com a casa d'estiueig del matrimoni barceloní Ricard Gomis Serdañons i Inès Bertrand Mata. Gomis va ser soci fundador de Discòfils Associació Pro Música (1935) i soci del Club 49, un col·lectiu integrat per persones de l'àmbit cultural i avantguardista de Barcelona. Joan Prats i Vallès va ser la persona de contacte per als artistes internacionals que anaven a Barcelona durant la postguerra. Entre aquestes personalitats hi ha Joan Miró, Joan Brossa, Magda Bolumar Chertó, Moisès Villèlia, Josep Maria Mestres Quadreny, John Cage o Antoni Tàpies. La casa va ser un lloc de trobada, intercanvi i experimentació fins que el Club 49 va desaparèixer poc temps després de la mort de Joan Prats Vallés (1970).
A finals dels anys 1990, els arquitectes Fernando Álvarez i Jordi Roig, per encàrrec dels fills del matrimoni, hi van efectuar una profunda reforma. Després d'aquesta actuació, es van fer innumerables visites al recinte per a estudiants d'arquitectura i disseny i s'hi van celebrar alguns certàmens i concerts.
Entre el setembre i el novembre del 2024, la casa va ser una de les seus principals de la biennal artística Manifesta 15, amb el clúster Equilibrant conflictes, on es va tractar l'equilibri entre creixement i preservació, tenint en compte que en la seva història s'entrellacen l'avantguarda cultural barcelonina i l'amenaça de les ampliacions del port i l'aeroport. El gener del 2025, el Ministeri de Cultura espanyol, presidit per Ernest Urtasun, va comprar la casa per convertir-la en un centre cultural i preservar-la.

## Descripció
La seva situació, al bell mig d'un bosc davant del mar, resulta determinant en l'elaboració del projecte. Es tracta d'una casa d'una sola planta amb una coberta ondulada construïda sota la copa dels pins. L'accés compta amb un pati on hi ha un estany i una escultura; la zona d'estar es pot adaptar per a reunions i concerts; la zona de nens disposa d'un pati tancat per als jocs; el dormitori dels pares constitueix un nucli independent al jardí; la relació amb l'exterior es tamisa mitjançant uns porxos.
L'estructura està formada per una trama de pilars metàl·lics, de secció molt reduïda, que defineixen un mòdul uniforme de 9 x 9 m. Sobre aquests pilars descansa una coberta formada per una sèrie de jàsseres de formigó armat que pauten la casa en una direcció, potenciant la relació amb el mar, i una sèrie de voltes a la catalana com les que utilitzava Le Corbusier.

## Galeria

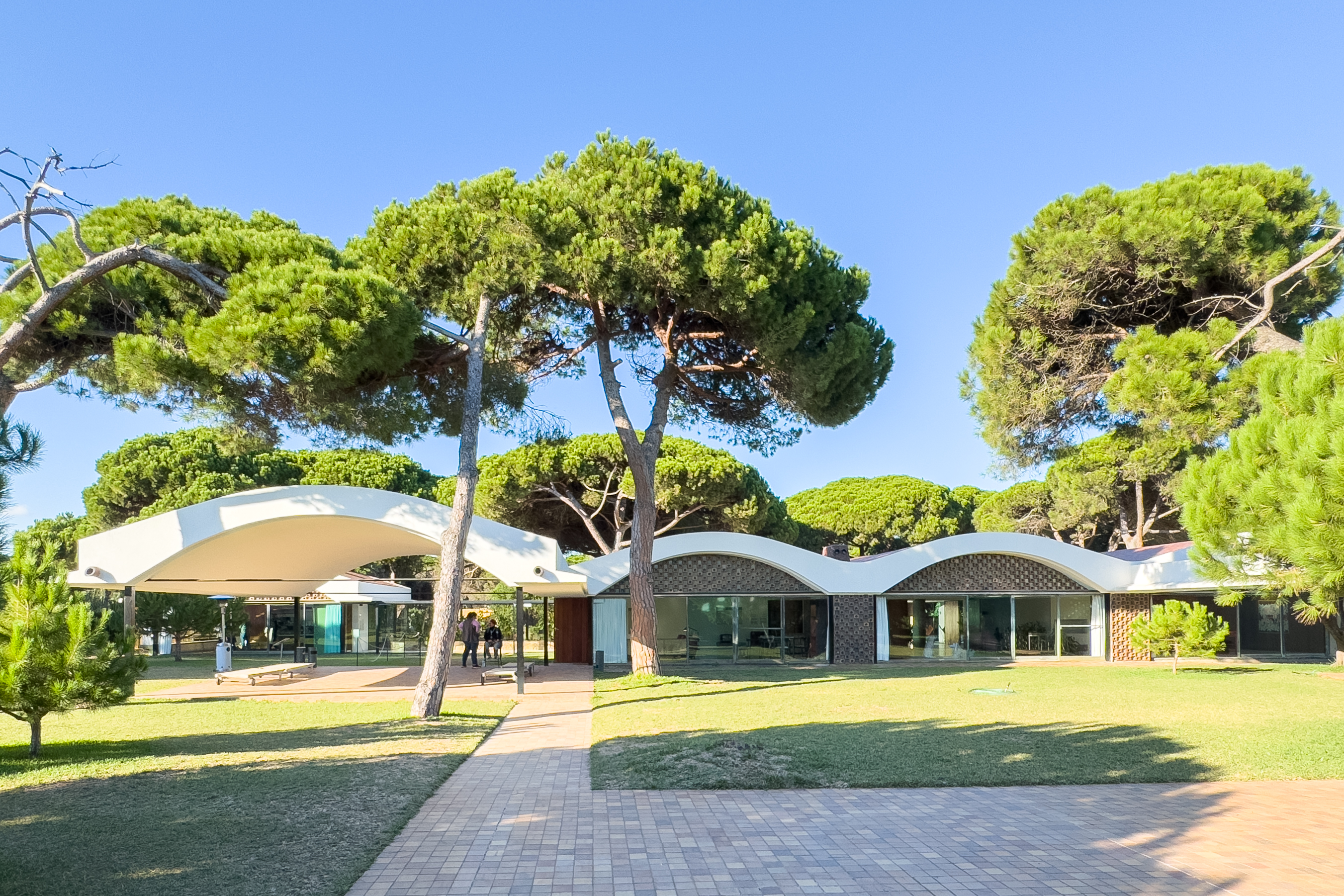
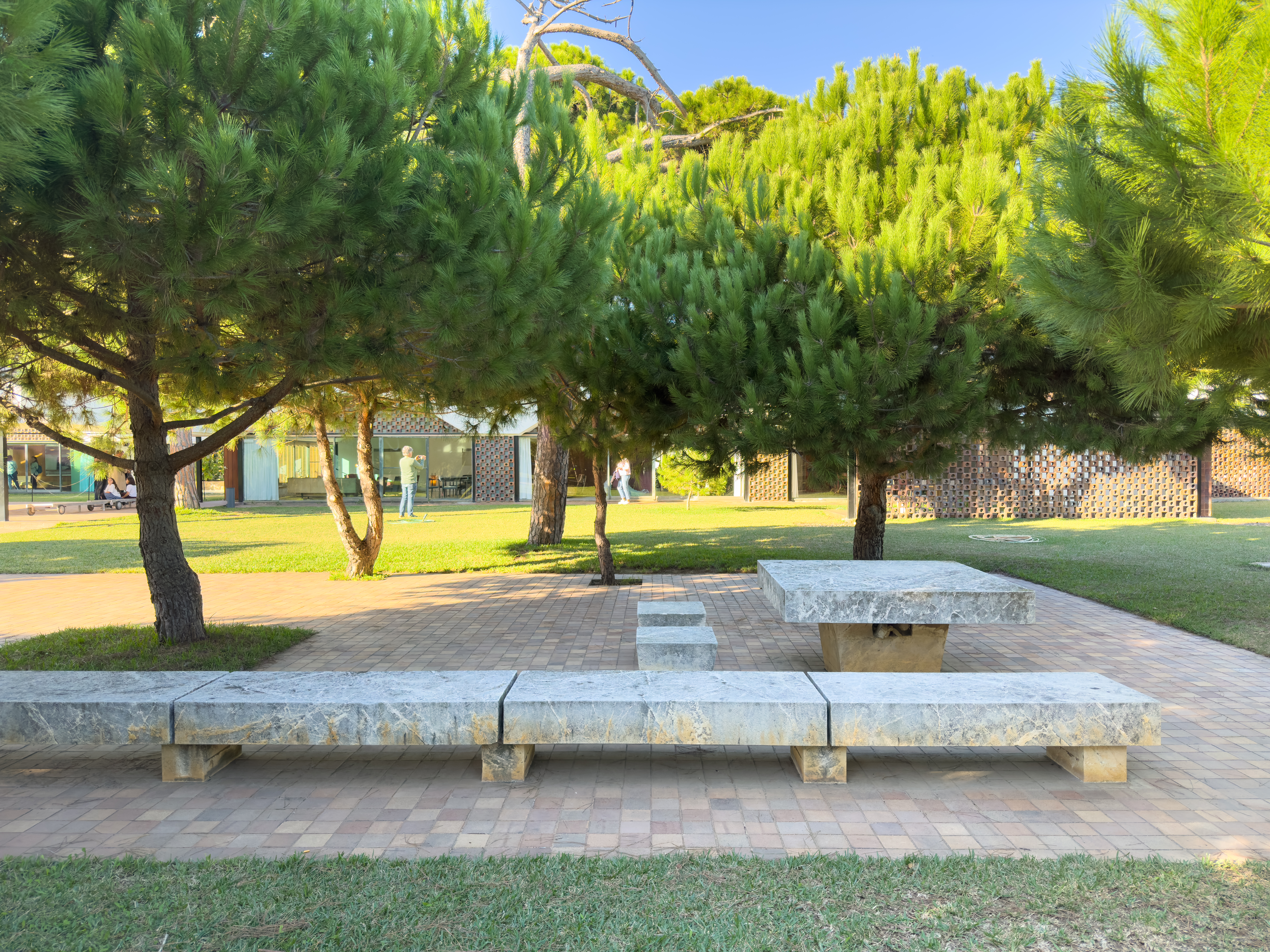
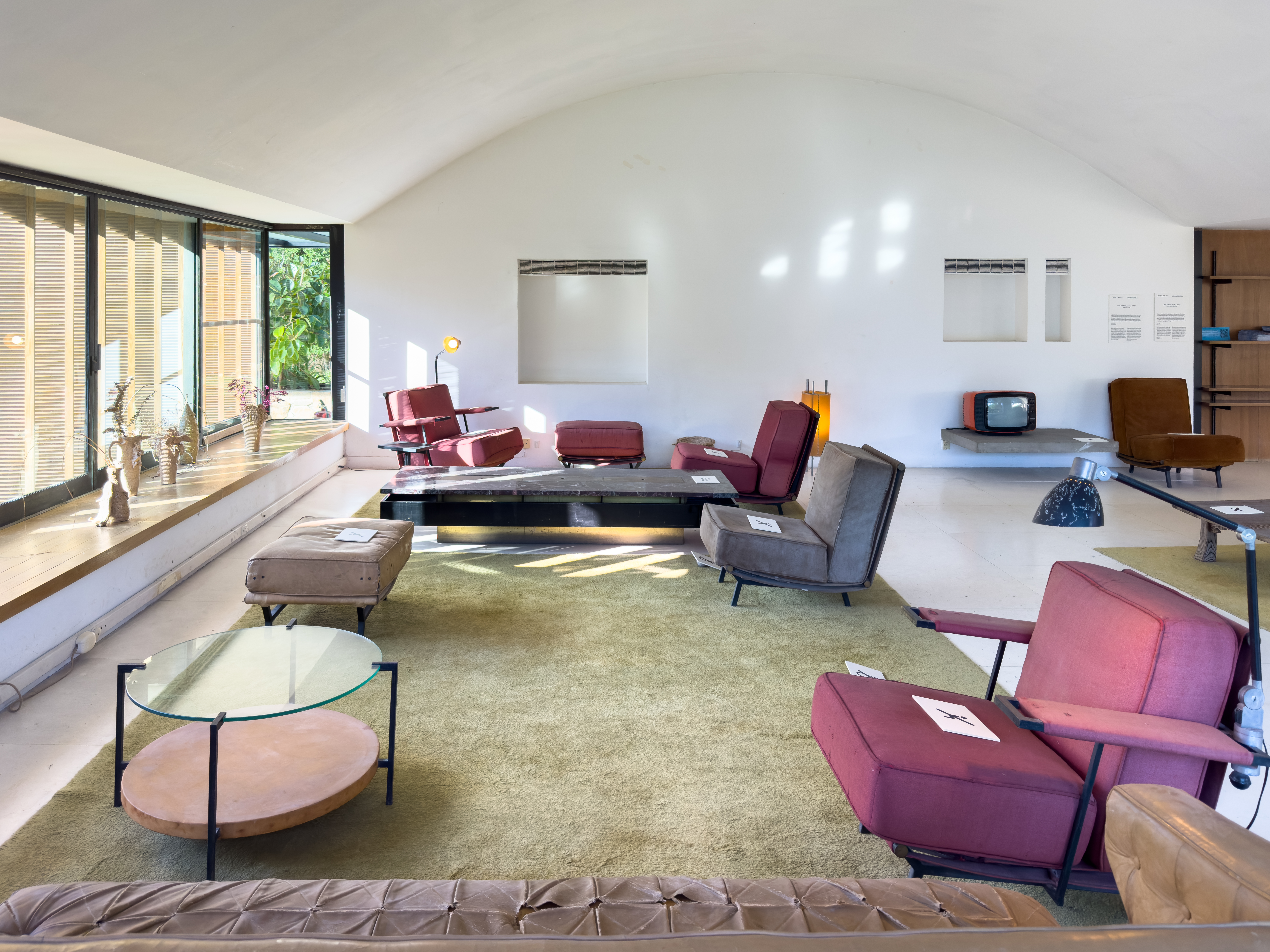
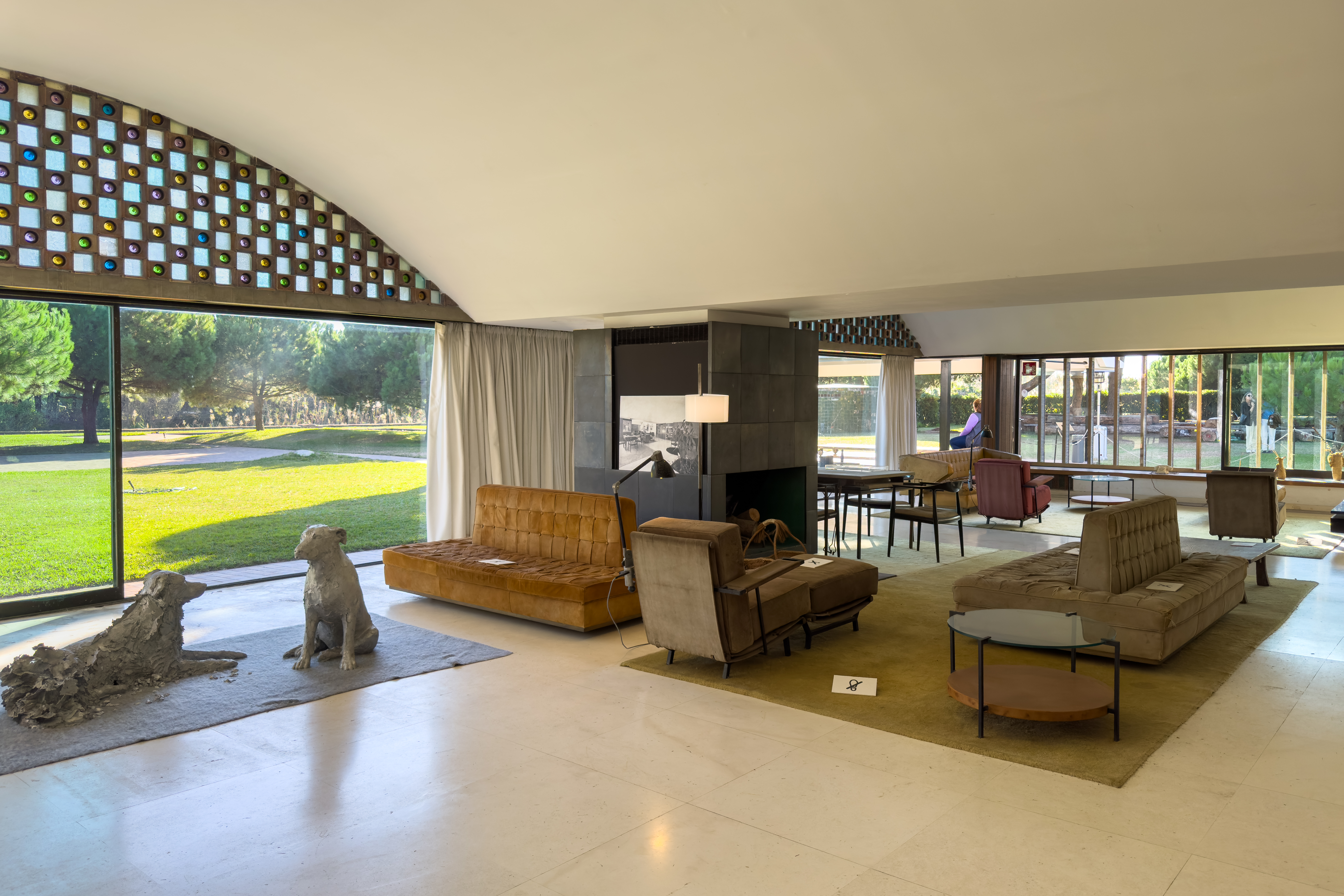
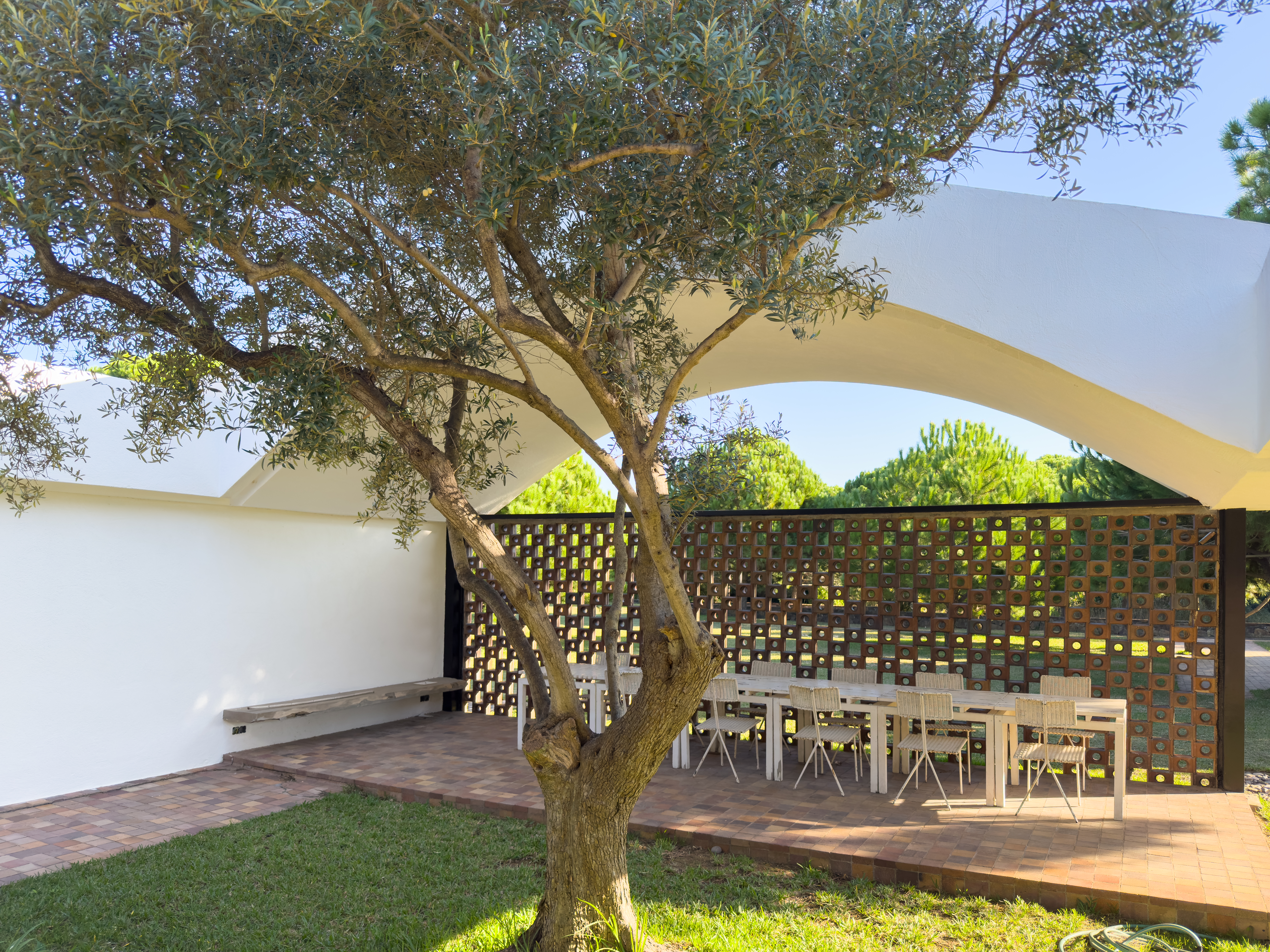
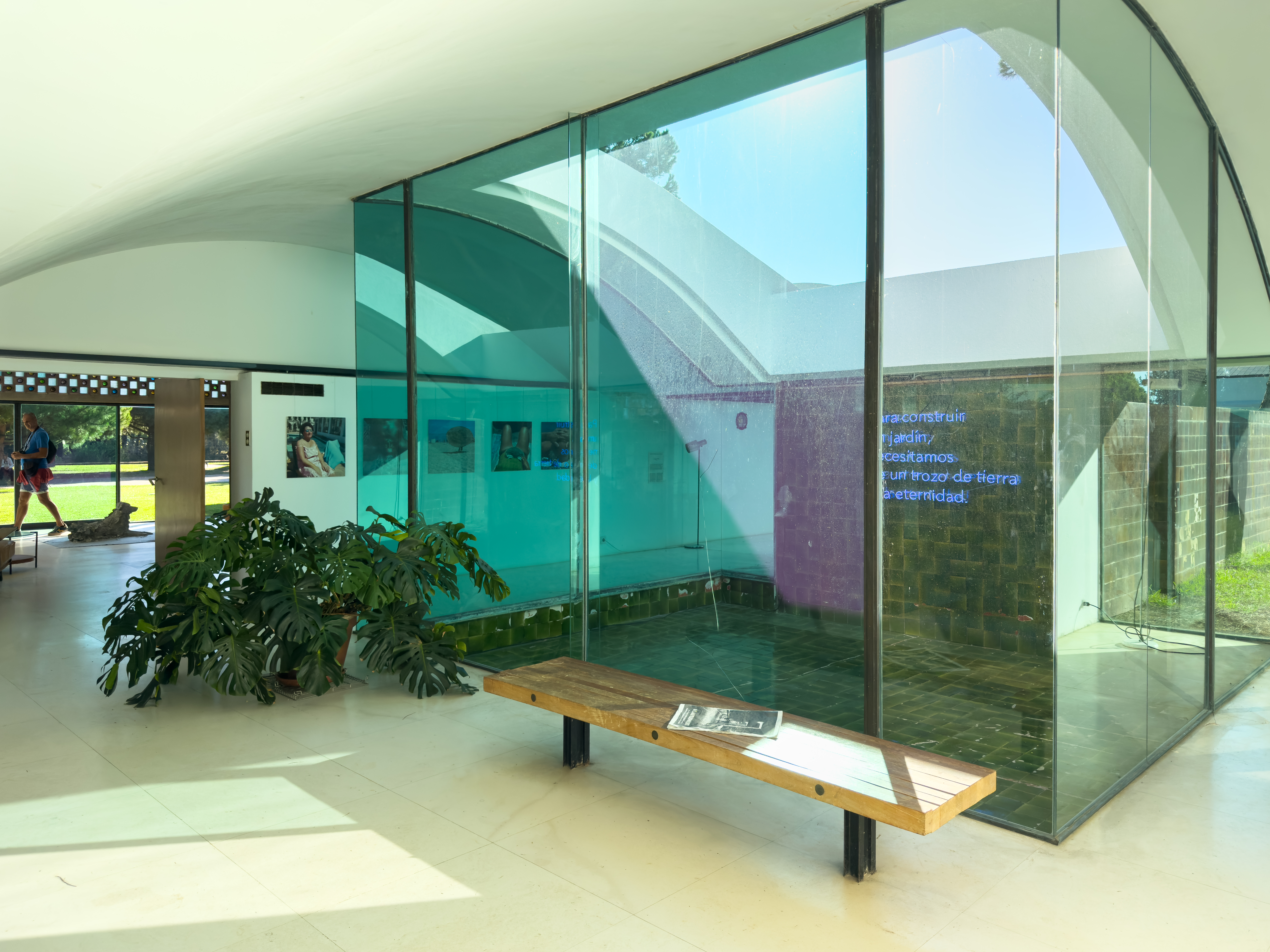
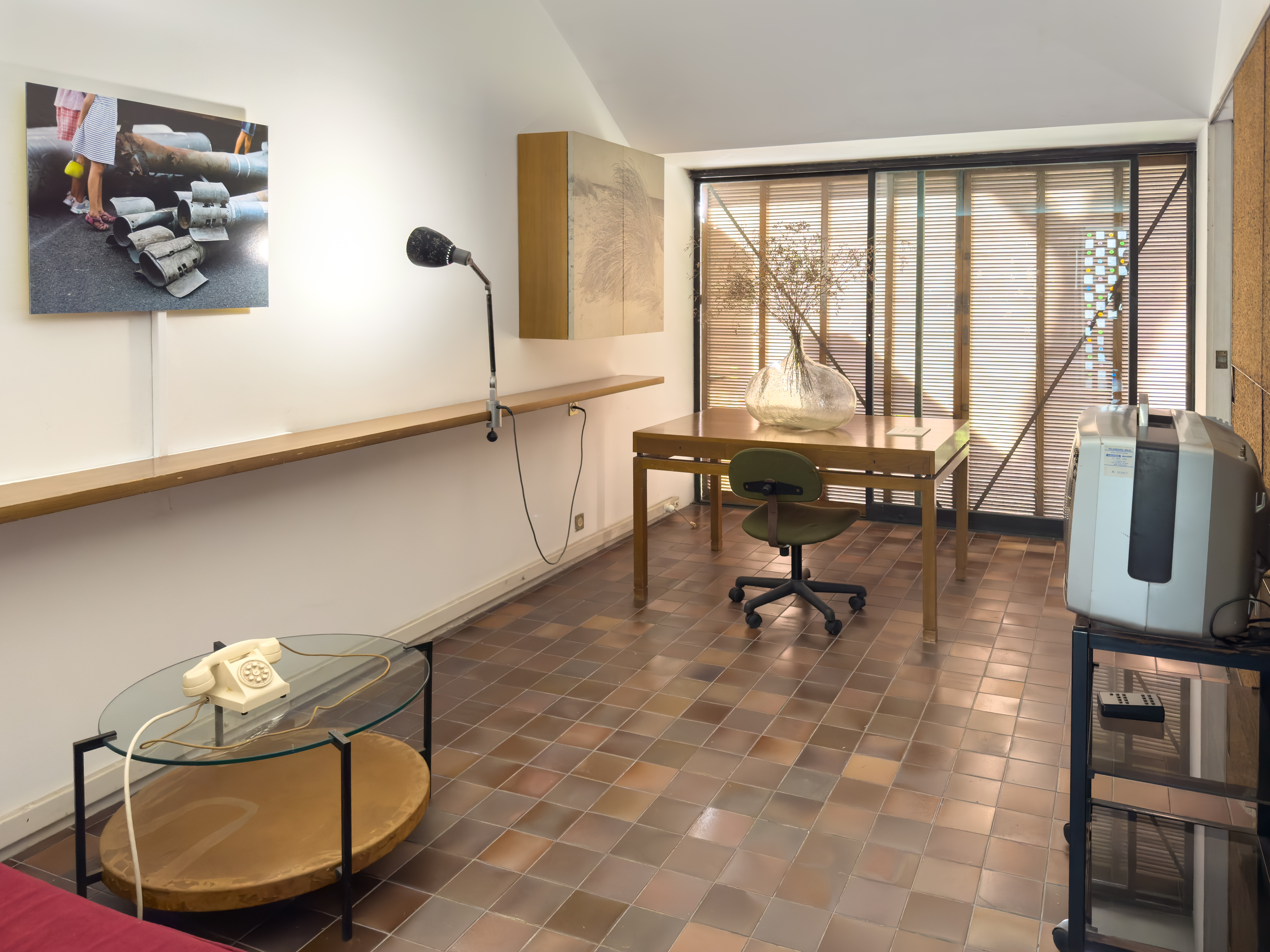
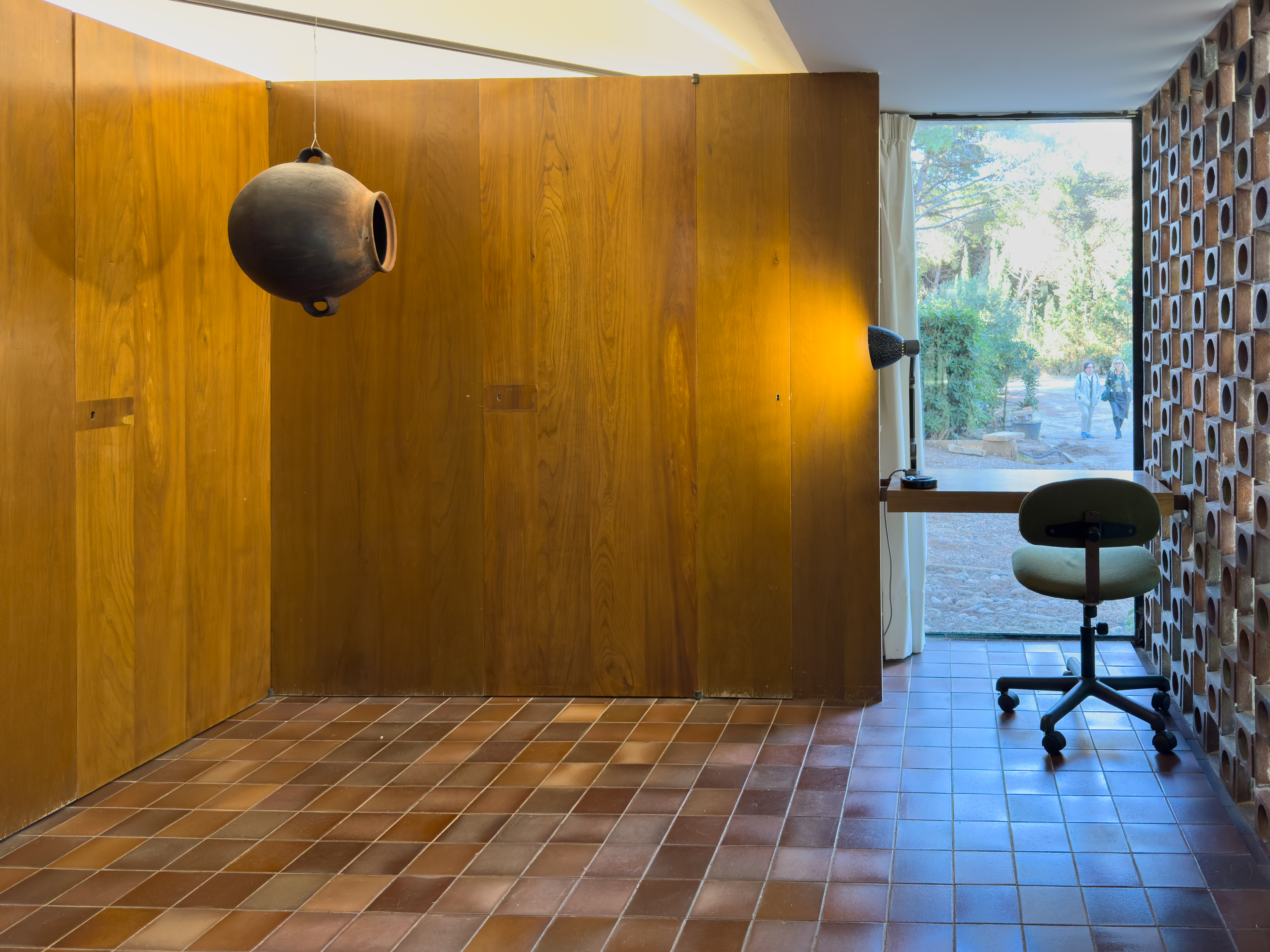
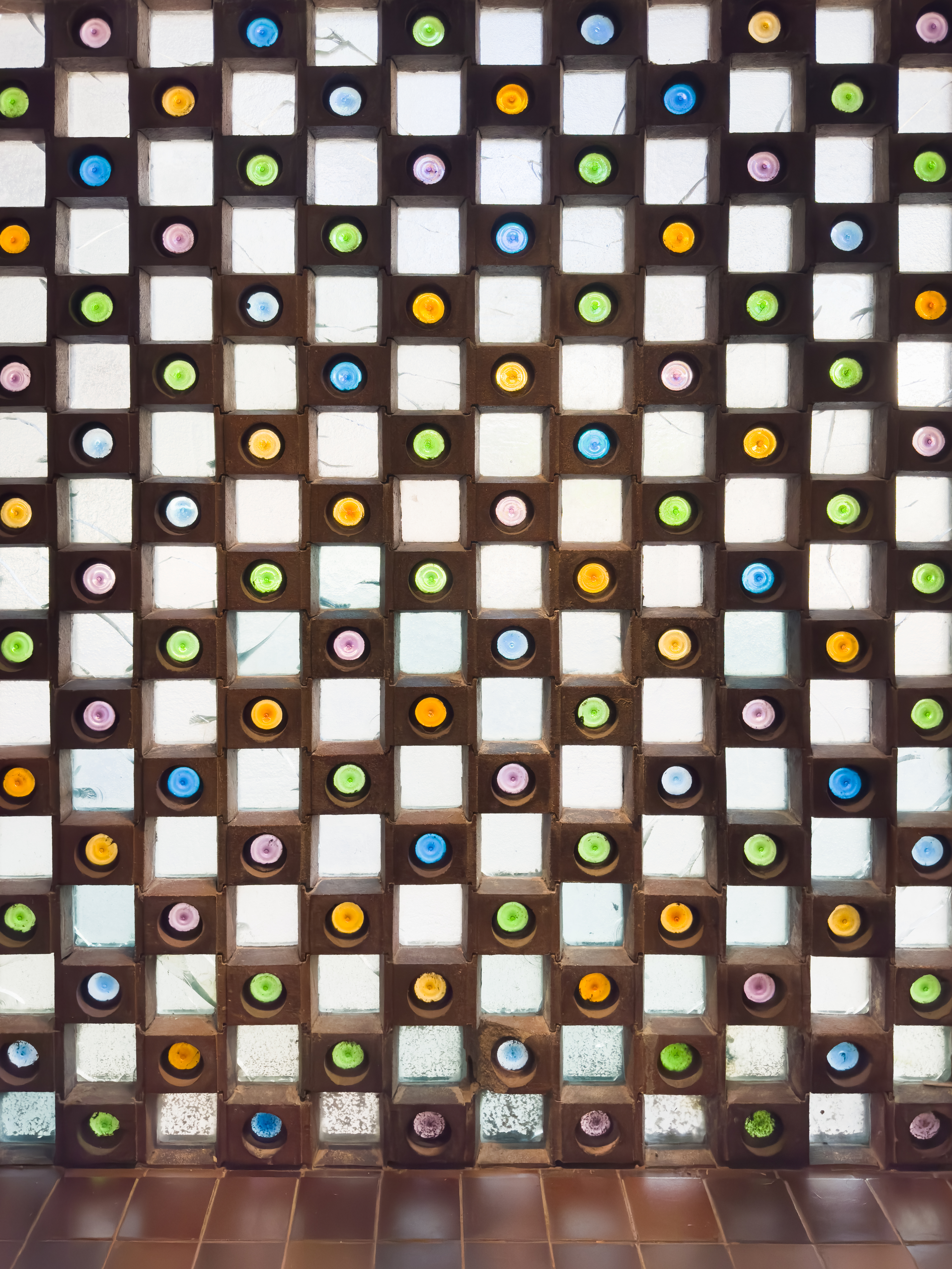
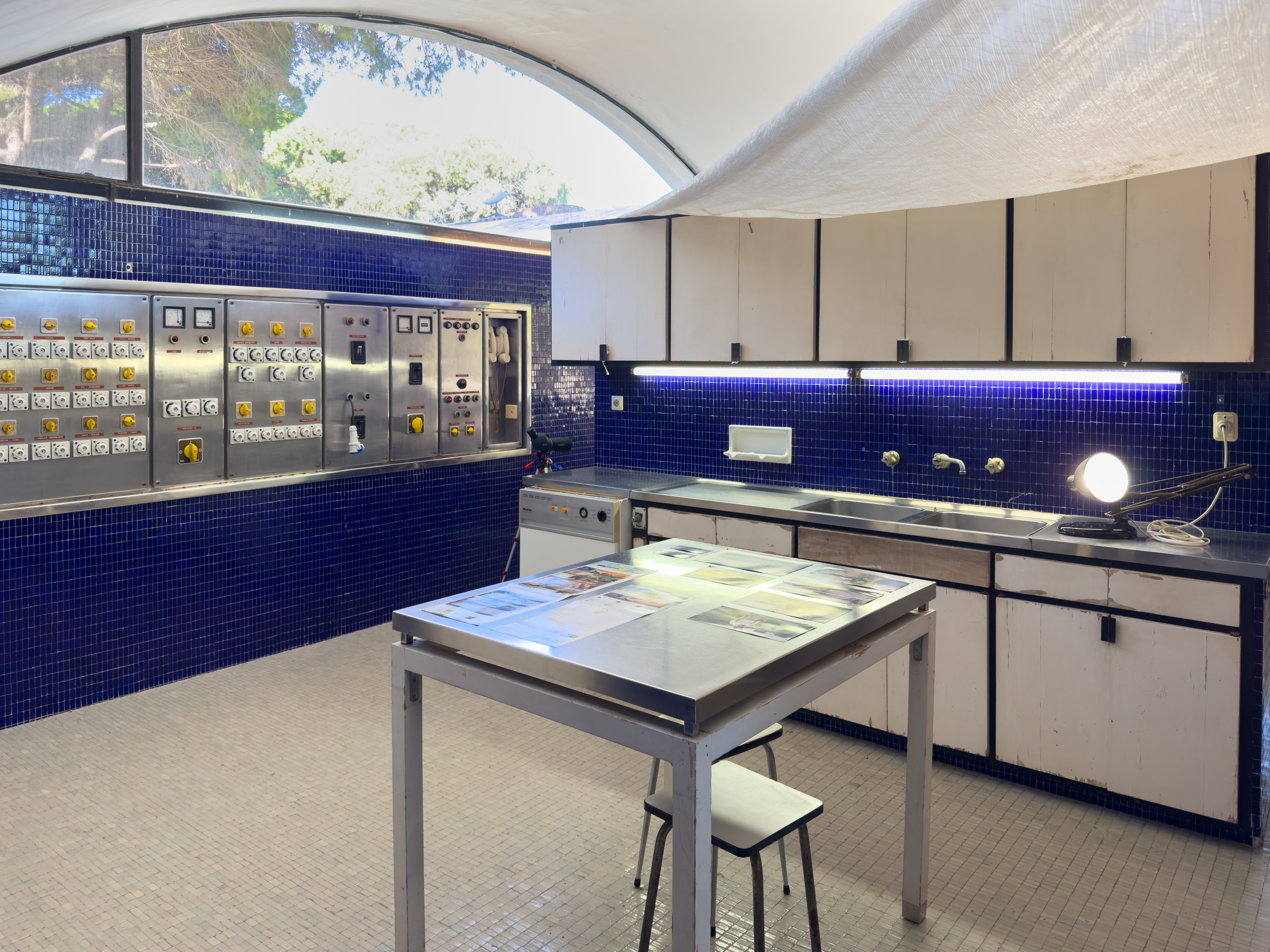
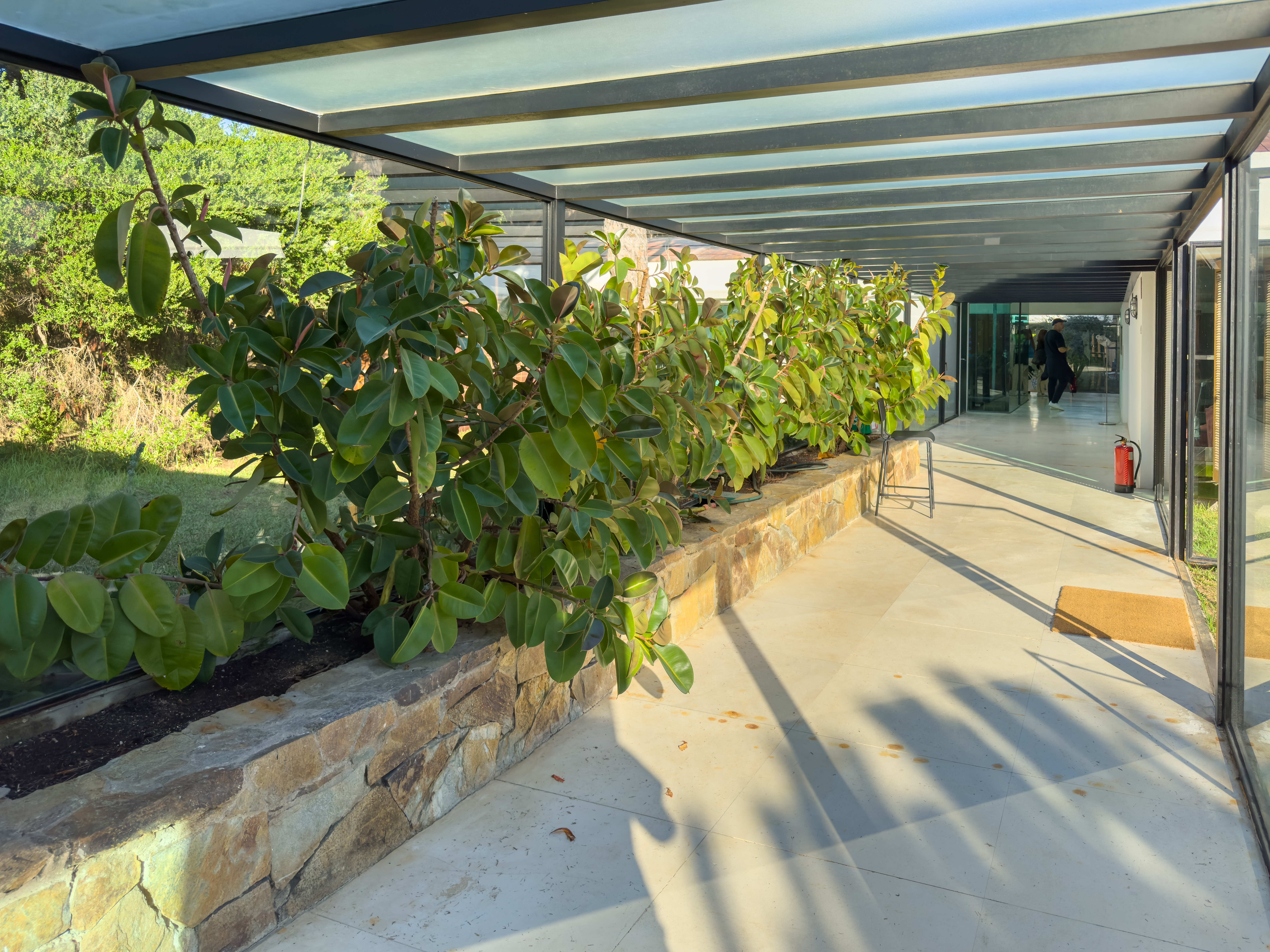
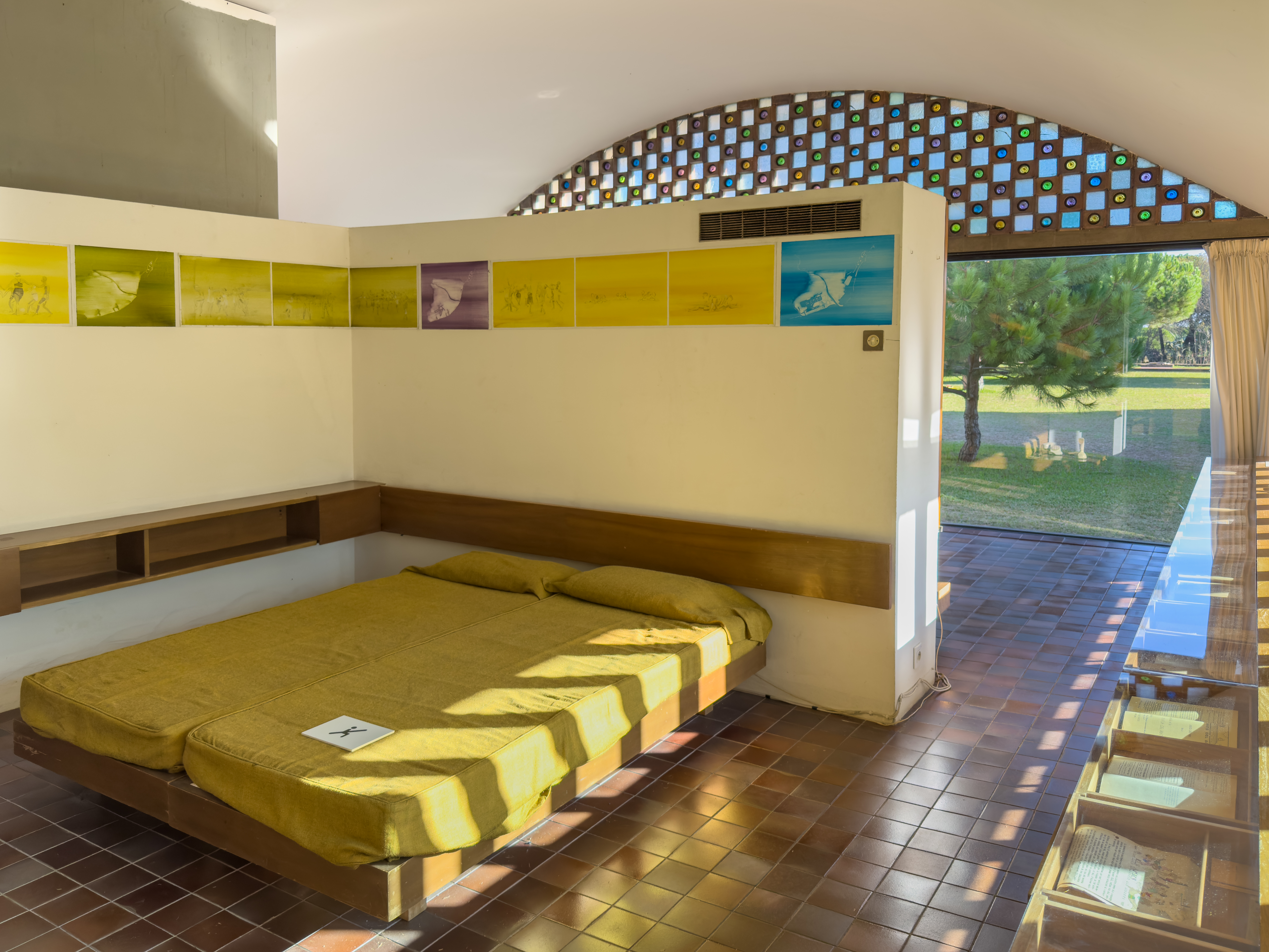
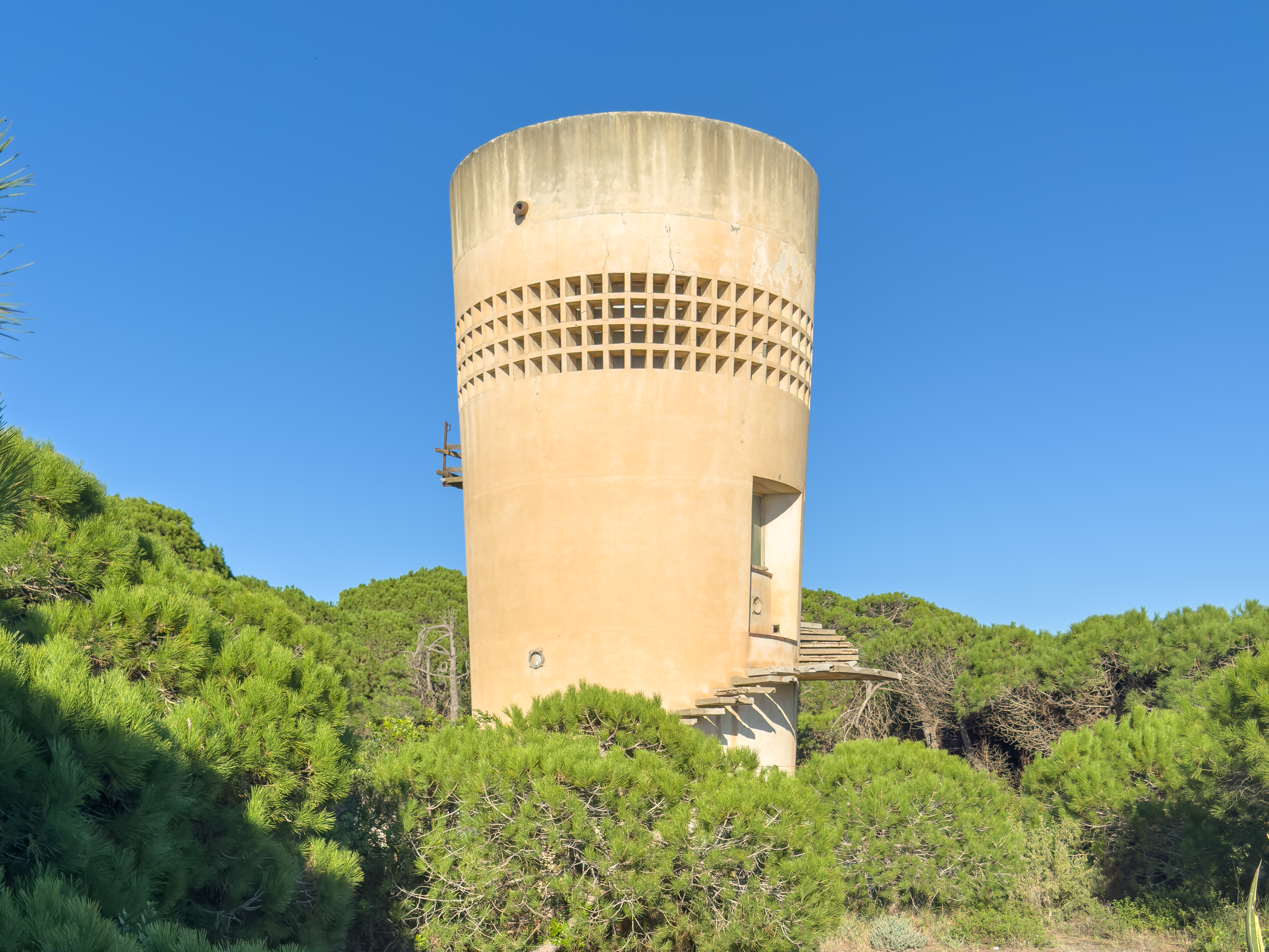